# スマラ
スマラ（セマラとも呼ばれる。アラビア語: سمارا、英語Semara 又は Smara)は、西サハラ（モロッコおよび現地独立勢力のサハラ・アラブ民主共和国（ポリサリオ戦線）が領有権を主張）の内陸部にある都市。モロッコの実効支配下にある。
人口は2014年モロッコ国勢調査で57,035人。

## 歴史

### スペイン領時代
この地域最大の都市であるスマラは1869年に旅行者・隊商のオアシスとしてサギア・エル・ハムラに作られた。また、都市の中央には1830年に築かれた石造の砦、ザウイイ・マーライン(Zawiy Maalainin)があり、1912年まで砦としてモスクを囲んでいた。このモスクは現在もその一部が残っている。スマラは、1902年にシャイフであるマ・アル・アイナイン(Ma al-'Aynayn)によりスペイン領サハラの首都となり、同時に宗教の中心地にもなった。スマラの位置が、人口の少ないサハラ砂漠でキャラバンによるサハラ交易の中心地になるだろうという予測もあり、スマラを首都にするための拡張工事がスルタン(君主)のハサン一世(Hassan I)により送られてきた職工や住民によって行われた。同年、マ・アル・アイナインはスマラは聖なる都市であると宣言し、スマラに移住した。彼が作った様々な建物の一つに、イスラム教の図書館があり、この都市は宗教学習の中心地となった。
1904年、マ・アル・アイナインはイマーム（指導者）を自称し、サハラへの支配を強めようとするフランスとのジハード（聖戦）を開始した。この戦役でマ・アル・アイナインはフランス軍に敗れ、図書館も破壊された。スマラは後にスペインに奪回されたが、1934年のサハラ人のスペインに対する反乱によって再び破壊された。

### 1975年以後
1975年、モロッコは、スペインの撤退にあわせ、マドリード協定(Madrid Accords)に基づき、サギア・エル・ハムラを掌握した。
1976年にポリサリオ戦線が保持していたスマラを、モロッコ軍が制圧した。
アルジェリアのティンドゥフ付近には、現在でもサハラ人(Sahrawi)の難民キャンプがある。サハラ・アラブ民主共和国政権がある4つのキャンプのうちの1つにはスマラにちなんで名前がつけられているものがある。
現在、街は、モロッコ政府が南部諸州(Southern Provinces)と呼ばれる地域の一部として管理していて、砂の壁によって、囲まれている。

## ヴォーシャンジュのスマラ訪問
ヨーロッパ人にとって謎であったマ・アル・アイナインの支配するスマラに到達することが、20世紀初頭の作家でロマン主義者であったヴォーシャンジュの目指したことであった。これは当時のヨーロッパではスマラについて、「旅人の休息地で城壁に囲まれている、砂漠の都市。崩壊しつつあるらしい」程度の情報しか知られておらず、位置もよく分かっていなかった。このためミシェル・ヴォーシャンジュ(Michel Vieuchange)はその姿を目に焼き付けておこうとしてスマラへの旅行を計画した。ミシェル・ヴォーシャンジュの旅行記に書かれた1930年の旅は苦痛に満ちたものであった。現地の部族の男やイスラム教徒の女やアメリカ人のビジネスマンに変装して、反乱軍が支配するサハラのさまざまな土地を通っていくのである。ミシェル・ヴォーシャンジュはスマラからの帰途病死した。彼の旅行記は彼の死後の1932年、弟のジャン・ヴォーシャンジュによって「スマラ　禁断の都市」(Smara : carnets de route d'un fou de désert)
(ISBN 0-88001-146-7)という題で出版された。

## 参考図書
- ヴォーシャンジ兄弟署「スマラ　禁断の都市」(ISBN 0-88001-146-7)